# Puntang (Losarang)
Puntang is een bestuurslaag in het regentschap Indramayu van de provincie West-Java, Indonesië. Puntang telt 6031 inwoners (volkstelling 2010).